# Lískovice
Obec Lískovice se nachází v okrese Jičín, kraj Královéhradecký. Žije zde 246 obyvatel.

## Části obce
- Lískovice
- Tereziny Dary

## Historie
První písemná zmínka o obci pochází z roku 1295.

## Pamětihodnosti
- Kostel svatého Mikuláše
- Tvrz Lískovice